# Berchemia pauciflora
Berchemia pauciflora là một loài thực vật có hoa trong họ Táo. Loài này được Maxim. mô tả khoa học đầu tiên năm 1888.